# Palacio de Miralrío
El palacio de Miralrío es una casona situada en el centro de Guadalajara (España). Se integra en un conjunto de arquitectura civil característica de la Guadalajara del Renacimiento. Perteneció a los señores de Miralrío y se emplaza en el frente septentrional de la plaza de Dávalos, junto a otros palacetes como el palacio de Dávalos o las casas del marqués de Peñaflorida. En su fachada hay un escudo de armas protegido con la categoría de Bien de Interés Cultural (BIC).

## Descripción
No es posible documentar el momento y los responsables (mentor, arquitecto y maestro de obras) de la construcción del palacio de Miralrío, pero sí es posible de identificar a sus propietarios desde el siglo XVIII.
Según los datos recogidos en el Catastro de Ensenada de 1752, esta casa era propiedad de Francisco de Medrano y Mendoza, señor de Miralrío. Su superficie era de 18.207 pies cuadrados, teniendo por fachada 123 pies (unos 34 metros lineales) y 72 de fondo (unos 20 metros) hasta los límites de la actual calle de San Juan de Dios. Medianera a esta casona había otra, propiedad de su hermano, Antonio de Medrano y Mendoza y ambas fincas habían pertenecido a su padre, Alfonso de Medrano y Mendoza. Aún en esta plazuela Francisco de Medrano conservaba, como parte de sus bienes, la casona del mayorazgo de los Ollauri.
En 1923, el Catastro de Urbana registra la casona del señorío de Miralrío como dos fincas independientes: la número 8, propiedad de Benita Medrano Huetos, y la número 10, de Antonio Notario y otros. Es esta última la actual número 5 y, según lo descrito en Catastro, constaba de "planta baja con dos cuartos distribuidos en ocho habitaciones cada uno; en planta principal dos cuartos con nueve habitaciones cada uno; tiene dos patios y cámara".
El estado general de conservación de esta casona es bueno, sin apreciarse daños o patologías estructurales a reseñar, a excepción de algunos desprendimientos en el revoco de la fachada principal y la rotura de algunos dinteles en los huecos de ventanas. Toda la carpintería exterior es de madera y factura reciente, encontrándose en perfectas condiciones; al igual que la interior, donde se mantienen algunas puertas antiguas de cuarterones bien conservadas.
Los muros de carga de la fachada principal se componen de mampostería en el zócalo correspondiente a la planta semisótano, y de tapias de tierra en el resto del alzado. Las cajas de tapial tienen una altura de unos 50 centímetros y se regulan con tres hiladas de ladrillo en la línea de las agujas.
La fachada principal se ordena con huecos regulares, en la habitual proporción y ritmo de vanos y macizos propia de los edificios renacentistas de Guadalajara. Aunque su número actual sea resultado de la apertura de nuevos balcones durante las reformas efectuadas en el siglo XIX.
La portada forma un arco de medio punto ubicado en el extremo oriental de la fachada principal. Desde aquí se accede a un pequeño portal en el que desemboca una escalera de siete peldaños de piedra labrada, los necesarios para alcanzar la rasante de la planta baja. Esta asimetría del hueco de entrada y la diferencia de altura entre la calle y la planta de la vivienda son habituales en el diseño de las casonas de la Guadalajara del Renacimiento.
Sin embargo, con respecto a aquellas, ésta no cuenta con un patio central, elemento necesario para la distribución de las dependencias y que en otras construcciones era preciso cruzar en diagonal para llegar a la esclarea de comunicación entre plantas. Esta anomalía se justifica como consecuencia de las transformaciones sufridas por el inmueble durante el siglo XIX.
Como resultado de esas intervenciones, la planta de lo conservado responde a lo señalado en el Catastro de Urbana de 1923: dos cuartos perpendiculares resueltos con muros de carga y divididos en dos crujías por un muro central paralelo a los lados mayores. Esta solución permite la fácil distribución de las habitaciones y alcobas con tabiquería transversal según las necesidades de cada momento.
También durante aquella fase de reformas se pudo desmantelar la portada del palacio del siglo XVI para conservar únicamente el escudo de armas que todavía se expone entre dos huecos de la planta baja.

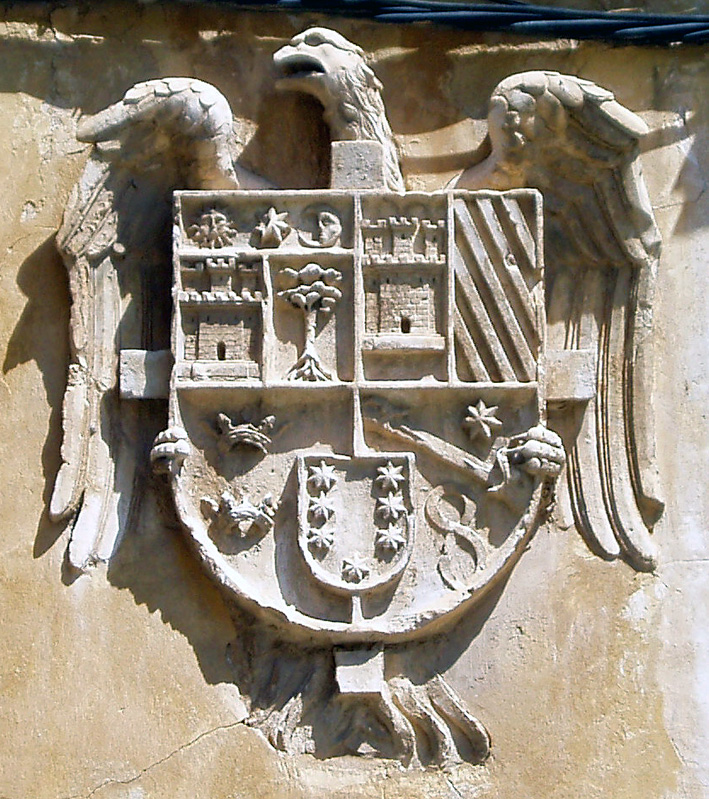
Escudo de armas en la fachada del palacio.

Además de la traza y estructura originales, la casona de los Medrano conserva en la planta semisótano y en el subsuelo varias dependencias para el almacenamiento de víveres y enseres, algunas resueltas con bóvedas y arcos de ladrillo.

## El escudo nobiliario
El elemento más llamativo del palacio de Miralrío es el escudo de armas de sutil labra que se encuentra en la fachada principal. Según algunos autores, se trata del escudo del condado de Saldaña, un título perteneciente a la primogenitura de la Casa del Infantado. No obstante, atendiendo a la multiplicación y distribución aleatoria de cuarteles y motivos, apuntan a una fecha de elaboración relativamente reciente.
Sin embargo, en ninguno de los campos en que se divide el escudo se exhiben las armas de los Mendoza atribuibles a los titulares de Saldaña, como tampoco las propias de los Medrano, ni las de su entronque con aquella casa ducal. Incluso, estos motivos parecen ajenos a la heráldica de la nobleza guadalajareña. Sólo los atributos del cuartel segundo, un castillo partido con bandas cotizadas, se repiten en el escudo de una sepultura del siglo XVI, propiedad de la esposa de Sancho Lasarte y Obregón, ubicada en la iglesia de San Nicolás de Guadalajara.